# Choryně
Obec Choryně se nachází v okrese Vsetín ve Zlínském kraji. Žije zde 737 obyvatel. Na západním okraji obce se nachází přírodní památka Choryňská stráž.

## Název
Jméno vesnice bylo odvozeno od osobního jména Chor(a), (jehož základem bylo praslovanské přídavné jméno chvorъ - „hubený“). Význam místního jména byl „Chorova ves“.

## Historie
První písemná zmínka o obci pochází z roku 1141 (Nachorini). Se jménem obce je spojen šlechtický rod Chorinských z Ledské.

## Zámek
V obci Choryně stojí zámek, který vznikl přestavbou starší tvrze a svou současnou podobu získal počátkem 19. století. Roku 1882 kardinál Bedřich Egon z Fürstenberka zřídil v jeho prostorách klášter Kongregace Milosrdných sester svatého Kříže.

## Pamětihodnosti
- Zámek Choryně
- Kostel svaté Barbory u zámku

## Galerie

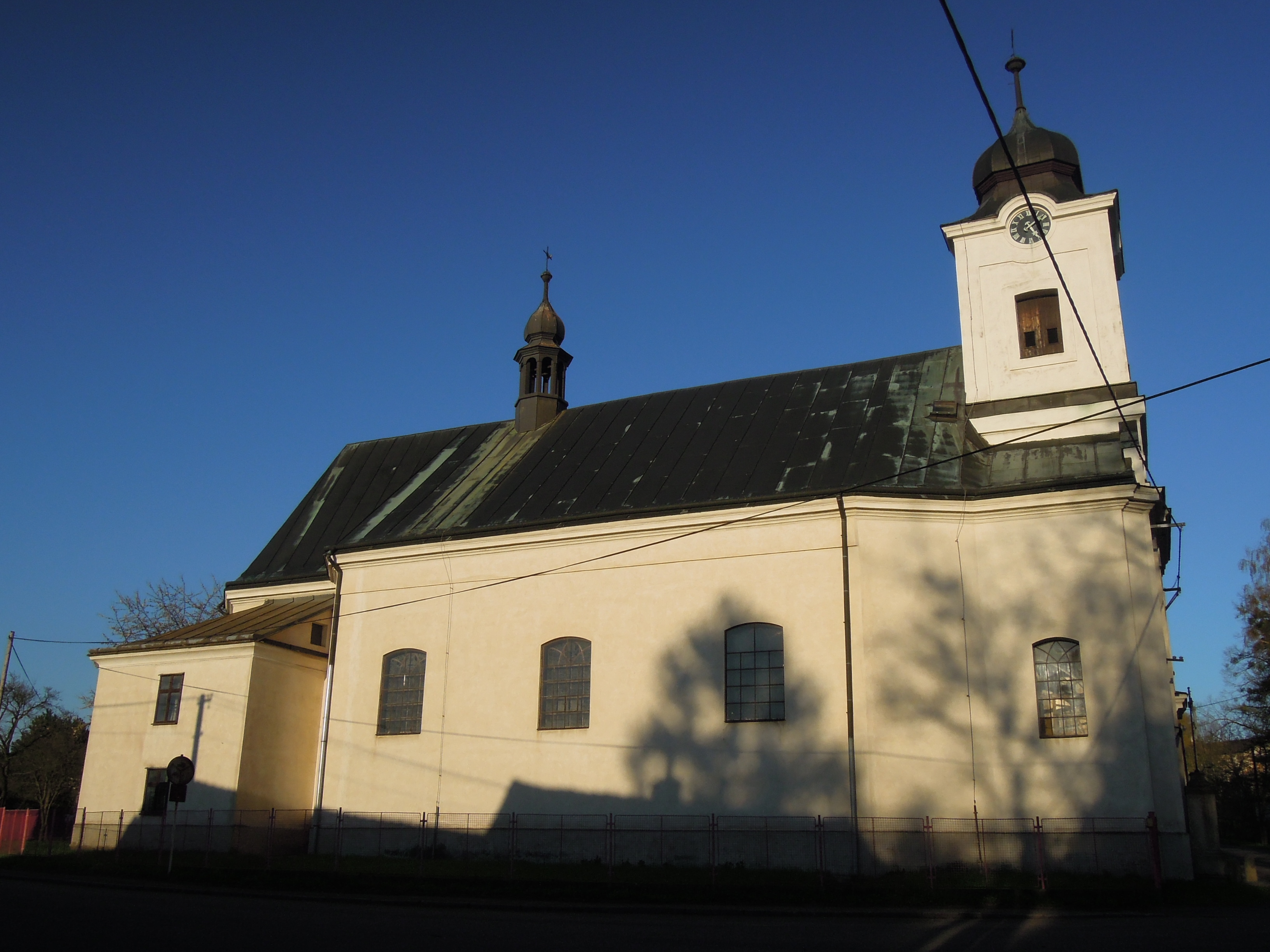
Kostel svaté Barbory v Choryni
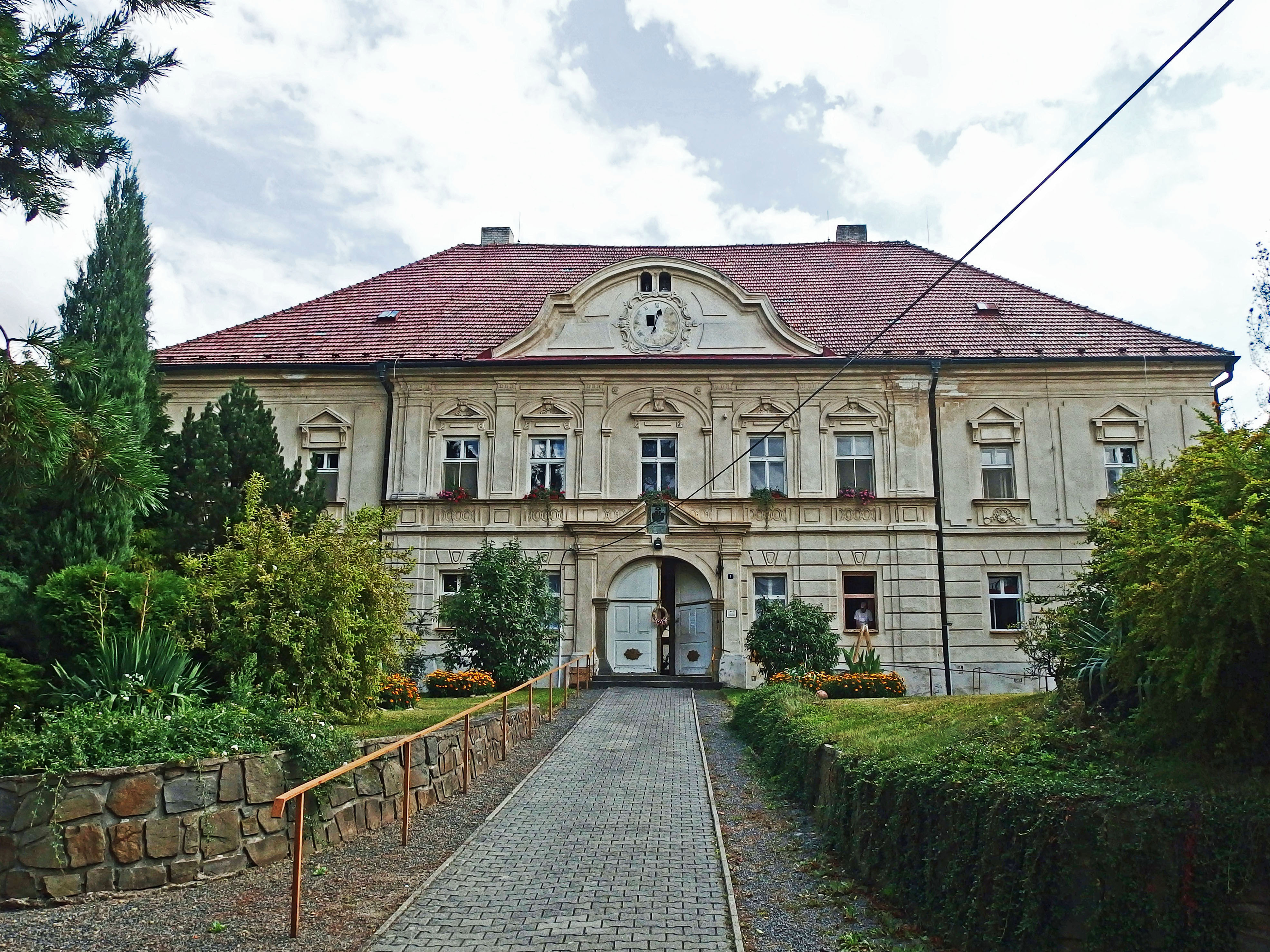
Zámek, Institut Krista Velekněze
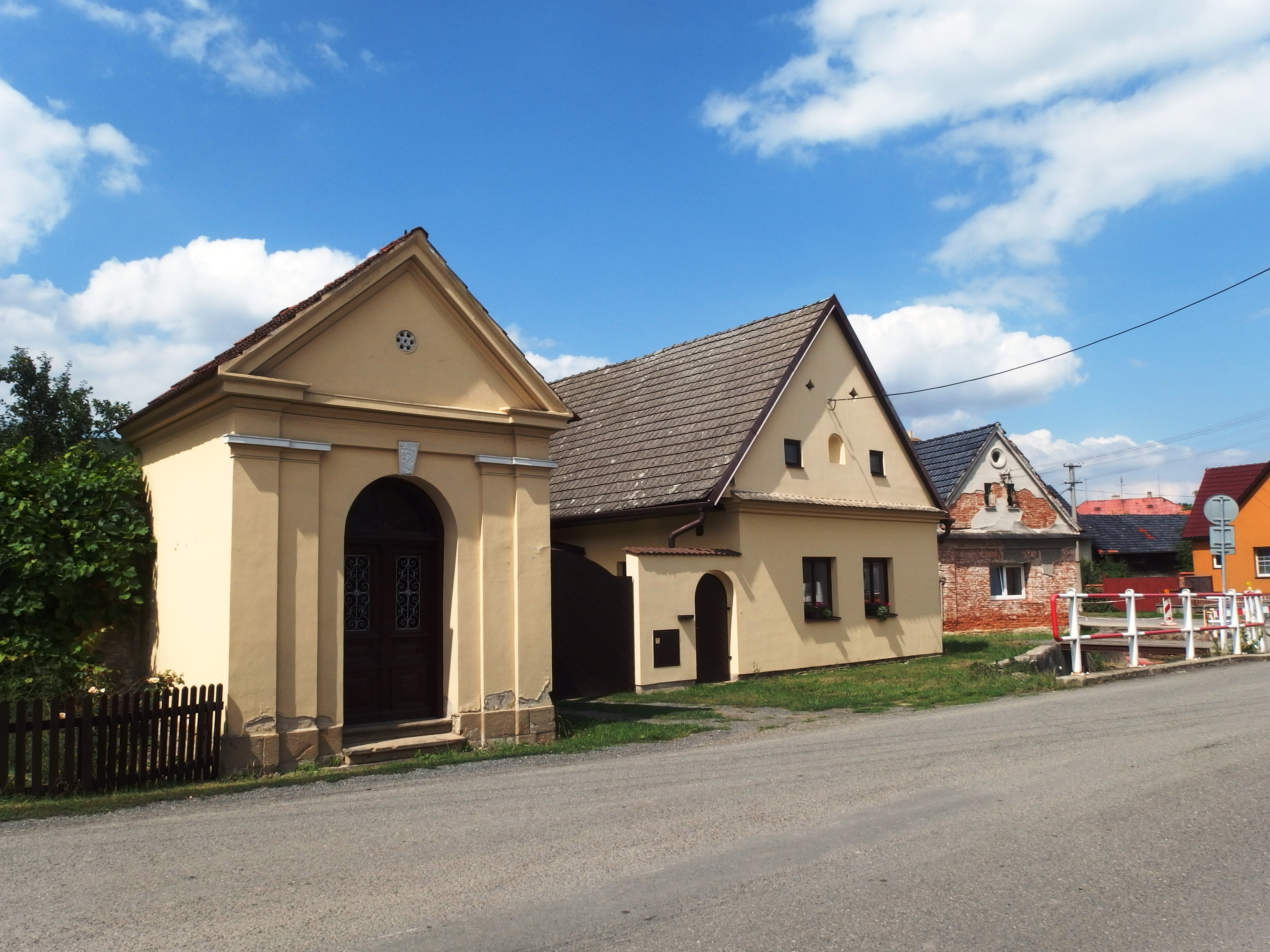
Kaple a typická usedlost
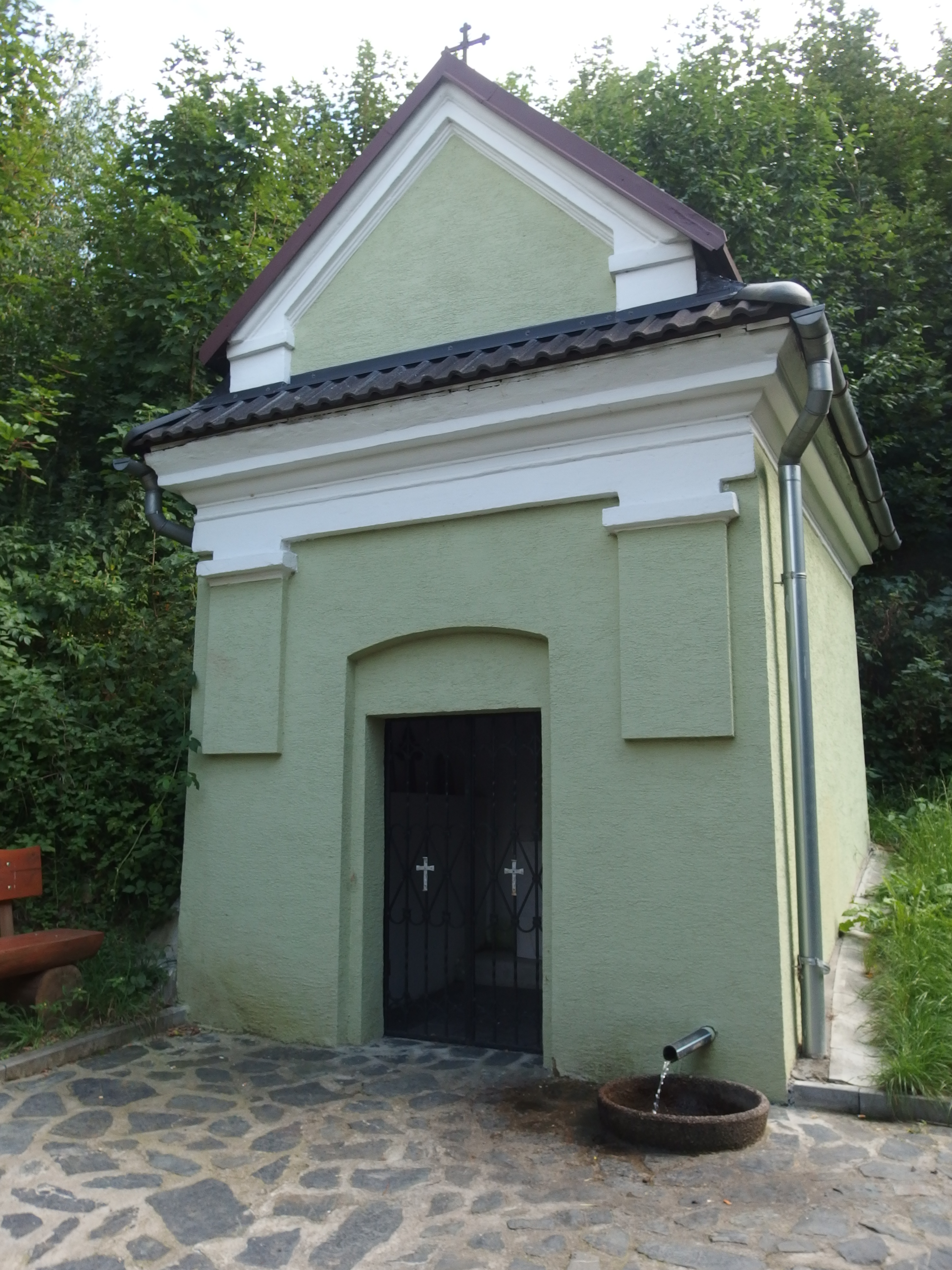
Kaple svatého Jana se studánkou
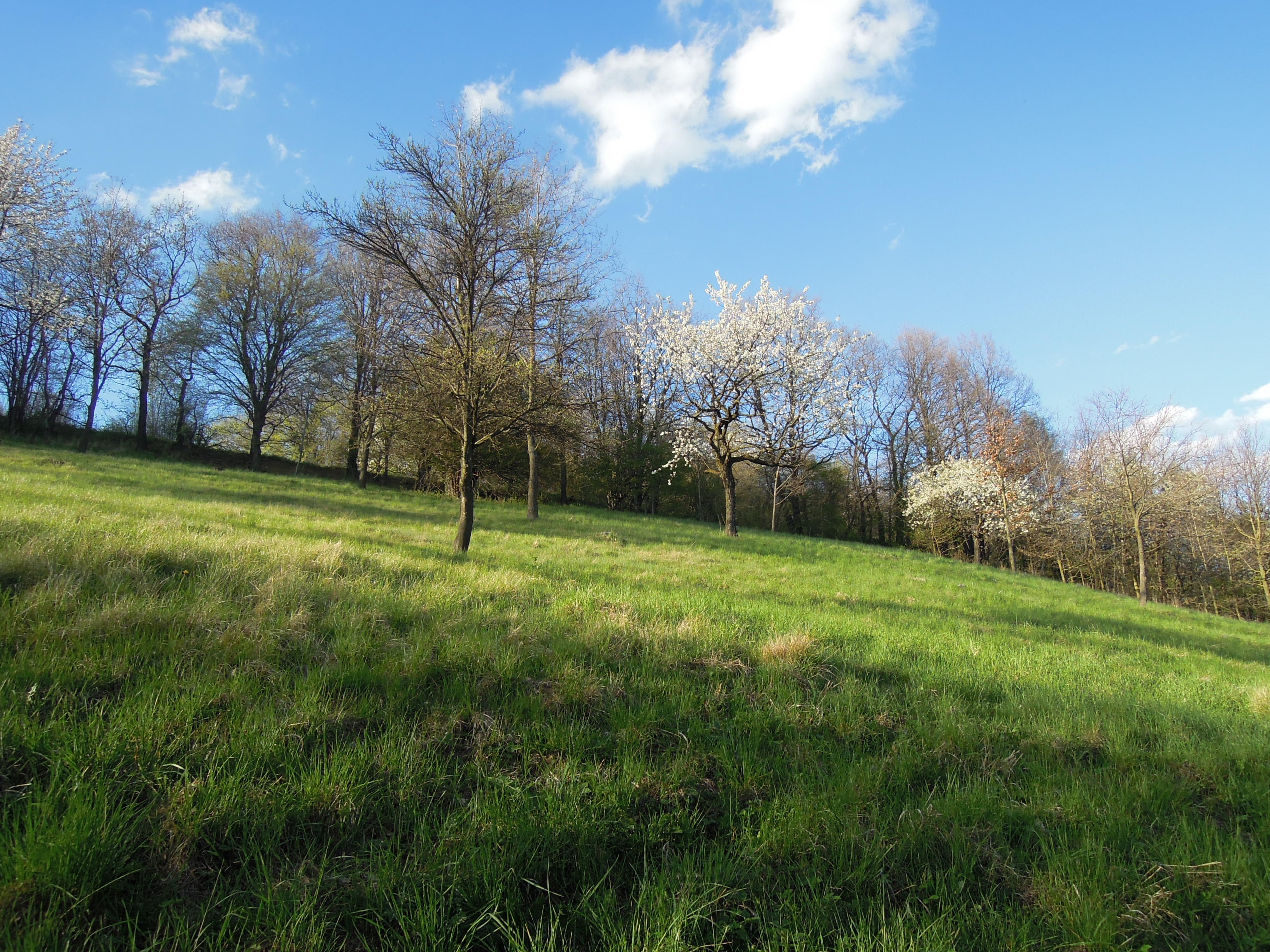
Přírodní památka Choryňská stráž